# NGC 5980
NGC 5980 é uma galáxia espiral (Sc) localizada na direcção da constelação de Serpens. Possui uma declinação de +15° 47' 15" e uma ascensão recta de 15 horas, 41 minutos e 30,5 segundos.
A galáxia NGC 5980 foi descoberta em 19 de Março de 1787 por William Herschel.